# 褐柄剑蕨
褐柄剑蕨（学名：Loxogramme duclouxii）为剑蕨科剑蕨属下的一个种。

## 扩展阅读
- 維基物種上的相關：褐柄剑蕨